# Han Gaozu
Han Gaozu, Liu Bang (chiń. upr. 汉高祖; chiń. trad. 漢高祖; pinyin Hàn Gāozǔ; Wade-Giles Han Kao-tsu; zm. 195 p.n.e.) – chiński cesarz, założyciel dynastii Han, panujący w latach 202–195 p.n.e.
Liu Bang, szerzej znany pod imieniem Gaozu, urodził się w chłopskiej rodzinie na terenie dzisiejszego Xuzhou. Kiedy w 209 p.n.e. wybuchła rebelia Chen Shenga przeciwko dynastii Qin, został on jednym z wielu powstańczych dowódców. Walcząc pod przywództwem Xiang Yu, Liu Bangowi udało się zająć rdzenne terytoria państwa Qin, wbrew jednak wcześniejszym obietnicom nie otrzymał ich jako swoje królestwo (Wang, 王), lecz w 206 p.n.e. musiał się zadowolić skromniejszym królestwem Han z centrum w Hanzhongu. Liu Bang nie zaakceptował tej sytuacji i niezwłocznie wystąpił przeciwko Xiang Yu, zajmując należne mu według niego terytoria. W trakcie czteroletniej walki z Xiang Yu Liu Bang poniósł liczne klęski, opierając się jednak na dawnych ziemiach Qin oraz pomocy zdolnych doradców i dowódców, takich jak Xiao He i Han Xin, udało mu się stopniowo przeciągnąć na swoją stronę wszystkich innych królów Chin oraz w 202 p.n.e. ostatecznie pokonać przeciwnika. W tym samym roku Liu Bang przyjął tytuł cesarza, a następnie podzielił Chiny na bezpośrednio podlegającą mu część zachodnią oraz dziesięć wasalnych królestw. W następnych latach kolejno wybuchały bunty ustanowionych przez niego królów, tak że do końca jego panowania wszyscy z wyjątkiem jednego zostali zastąpieni przez jego krewnych. W zakresie polityki zagranicznej Liu Bang został pokonany przez władcę Xiongnu Maoduna i zawarł z nim pokój, ofiarowując mu rękę chińskiej księżniczki i trybut.

## Walka z Qin
Liu Bang urodził się w chłopskiej rodzinie w mieście Feng (dzis. powiat Feng w Xuzhou) w powiecie (xian, 縣) Pei (dzis. powiat Pei w Xuzhou). Sima Qian w jego biografii w Zapiskach historyka opisuje wiele okoliczności, które zgodnie z chińskimi wierzeniami miały wskazywać na jego cesarskie przeznaczenie. Miał on być poczęty przez smoka, mieć smoczy nos i smok miał unosić się nad nim, gdy był pijany. Na lewym udzie miał mieć siedemdziesiąt dwie czarne kropki (liczba symboliczna), a jego przyszłą cesarską godność miały potwierdzać też jego rysy twarzy oraz horoskopy i szereg znaków. Za dynastii Qin Liu Bang piastował podrzędny urząd naczelnika gminy (tingzhang, 亭長). Kiedy otrzymał rozkaz odstawienia skazańców na roboty, część z nich uciekła i by uniknąć za to kary, Liu Bang rozpoczął życie przywódcy lokalnej bandy. Kiedy w 209 p.n.e. wybuchła rebelia Chen Shenga, znający od dawna Liu Banga urzędnicy powiatu Pei, Xiao He i Cao Shen, wezwali go do objęcia w nim władzy. Dowodzący wówczas już kilkusetosobowym oddziałem Liu Bang zabił naczelnika powiatu (zhangxian, 长縣) i przyjął tytuł księcia Pei (Peigong, 沛公). Wywodzący się z Pei Xiao He, Cao Shen oraz Fan Kuai mieli pozostać najwierniejszymi współpracownikami Liu Banga. 
Po kilku miesiącach walk z oddziałami Qin w czwartym miesiącu 208 p.n.e. Liu Bang przyłączył się do armii Xiang Lianga, którą następnie po jego śmierci przejął jego bratanek Xiang Yu. Nowo kreowany przez Xiang Lianga król Chu, Huai (209–206 p.n.e.) (Chu Huai Wang, 楚懷王), wysłał Liu Banga, by ten zdobył serce państwa Qin, region Guanzhong. Wybierając mniej uczęszczane górskie przejście, w ósmym miesiącu 207 p.n.e. Liu Bangowi udało się wykonać zadanie i pokonać wojska Qin. W tym czasie w Qin toczyła się wewnętrzna walka o władzę pomiędzy kanclerzem (Chengxiang, 丞相) Zhao Gao a rodem panującym, co osłabiało siły państwa w decydującym momencie. Z walki tej ostatecznie wyszedł zwycięsko król Ziying, który zdecydował się poddać Liu Bangowi w dziesiątym miesiącu 207 p.n.e. Liu Bang zachował Ziyinga przy życiu i nie pozwolił na grabież ludności. Zgodnie z poczynionymi jeszcze przed 208 p.n.e. ustaleniami pierwszy z przywódców rebelii, który zajmie Guanzhong, miał zostać jego królem. Król Huai uznał prawa Liu Banga do Guanzhongu, jednak Xiang Yu, który w międzyczasie pokonał siły Qin w decydującej bitwie pod Julu, postanowił to zignorować i wkroczył do regionu pod koniec 206 p.n.e., zabijając Zyinga i jego rodzinę, paląc Xianyang i bezczeszcząc mauzoleum Pierwszego Cesarza (221–210 p.n.e.). Liu Bang, który miał kilkakrotnie słabszą armię, ocalał tylko dlatego, że za radą swojego doradcy Zhang Lianga osobiście prosił chcącego go zaatakować Xiang Yu o łaskę. Xiang Yu zaakceptował jego prośbę, po czym przyznał Liu Bangowi część dawnych ziem Qin, z centrum w regionie Hanzhong, nad którym ten miał sprawować władzę jako król Han (Han Wang, 漢王).

## Walka z Xiang Yu
W sumie zwycięski Xiang Yu utworzył na terenie Chin osiemnaście królestw, przy czym on sam przybrał tytuł Króla Hegemona Zachodniego Chu (Xi Chu Bawang, 西楚霸王), podkreślając w ten sposób swój status przywódcy nowo powstałej konfederacji. By móc przyjąć ten tytuł wcześniej Xiang Yu mianował króla Huai Prawym Cesarzem (Yidi, 義帝), jednak jednocześnie pozbawił go jakiejkolwiek realnej władzy, wysyłając go do prowincjonalnego miasta i ostatecznie zabił go w dziesiątym miesiącu 206 p.n.e. Wkrótce dawni dowódcy Xiang Yu, Tian Rong, Chen Yu i Peng Yue, niezadowoleni z tego, że nie otrzymali królestwa, podnieśli przeciwko niemu rebelię w północnych Chinach, co Liu Bang niezwłocznie wykorzystał do zaatakowania w piątym miesiącu 206 p.n.e. trzech dawnych dowódców Qin, Zhang Hana, Sima Xina i Dong Yi, którzy panowali teraz w Guanzhongu. Pokonując ich, Liu Bang ustanowił własne rządy na dawnym terytorium Qin. Ołtarze poświęcone Qin zostały obalone i ustawiono nowe ołtarze, poświęcone ziemi, w imieniu dynastii Han. Jednocześnie Liu Bang zaakceptował religijne praktyki Qin, czcząc te same siły (Di, 帝) co jego królowie oraz tak samo jak oni wybierając jako symbole dynastii kolor czarny i wodę. Zabójstwo Cesarza Prawego dostarczyło Liu Bangowi "idealnego pretekstu do podjęcia się pokonania Xiang Yu; mógł on twierdzić, że karze królobójcę" i "niezwłocznie wysłał on apel do innych królów, by przyłączyli się do sprawiedliwej sprawy". 
Liu Bang próbował wykorzystać obecność Xiang Yu na północy, atakując jego stolicę w Pengchengu (w pobliżu dzis. Xuzhou), jednak w 205 p.n.e. on sam został oblężony i pokonany w bitwie, tak że w końcu udało mu się uciec tylko z nielicznymi jeźdźcami. Rodzina Liu Banga wpadła wówczas w ręce Xiang Yu, a jego sojusznicy opuścili go. Liu Bangowi udało się odbudować swoją armię głównie dzięki wysiłkom Xiao He, który sprawnie zarządzał Guanzhongiem i bezustannie dostarczał nowych rekrutów i zaopatrzenia. To także Xiao He polecił Liu Bangowi Han Xina, który został naczelnym dowódcą wojsk przyszłego cesarza. Teraz Han Xin zdobył ważne terytoria w centralnych Chinach, umożliwiając Liu Bangowi zajęcie miasta Xingyang, które leżało w strategicznym punkcie w którym Huang He skręcała na północny wschód w kierunku morza. Przez ponad rok wojska Liu Banga i Xiang Yu stały naprzeciwko siebie, lecz w końcu w 204 p.n.e. temu ostatniemu udało się odciąć przeciwnika od dostaw żywności i Liu Bang ponownie uciekł z zacieśniającego się okrążenia tylko z nielicznymi kawalerzystami. Pomimo tego pozycja Xiang Yu wcale nie była pewna, w szczególności dlatego, że Han Xin zdołał podbić większość wschodnich Chin. W 203 p.n.e. obie strony zawarły układ, zgodnie z którym Liu Bang miał rządzić zachodem Chin, a Xiang Yu wschodem, przy czym temu pierwszemu zwrócono jego rodzinę. Liu Bangowi, który był lepszym politykiem, stopniowo udało się przeciągnąć na swą stronę wszystkich ustanowionych przez Xiang Yu królów i szybko zerwał on to porozumienie. W 202 p.n.e. Xiang Yu został oblężony przez siły sprzymierzeńców pod Gaixia (dzis. powiat Lingbi w Suzhou) i ostatecznie zginął śmiercią samobójczą.

## Cesarstwo
W drugim miesiącu 202 p.n.e. Liu Bang proklamował się cesarzem. Jego pierwszą stolicą był Luoyang, jednak szybko przeniósł ją do Chang’anu (dzis. Xi’an), leżącego blisko dawnej stolicy Qin. Pierwsze lata panowania Liu Banga to powolne podnoszenie się ze zniszczeń wojny domowej. By ułatwić ten proces ogłoszono generalną amnestię oraz demobilizację wojsk. Ludziom, którzy w trakcie wojny popadli w niewolę zwrócono wolność. Obniżono szereg podatków i ciężarów oraz zachęcano ludzi wygnanych ze swoich domów przez wojnę do powrotu. Byłym żołnierzom przydzielano ziemię, którą mieli zagospodarować. Kanclerz nowej dynastii, Xiao He, w 200 p.n.e. skompilował nowy kodeks prawa (Jiuzhang lü, 九章律), dodając do sześciu rozdziałów kodeksu Qin trzy nowe rozdziały; ponadto istniały dwa rozdziały dotyczące spraw proceduralnych.
Liu Bang panował w sposób bezpośredni w zachodnich Chinach, które na wzór państwa Qin zostały podzielone na trzynaście komanderii (jun, 郡) i okręg centralny. Pozostałe terytorium cesarstwa zgodnie z tradycjami wywodzącymi się z okresu Zhou zostało podzielone na dziesięć wasalnych królestw. Nowi królowie, wywodzący się ze zasłużonych zwolenników Liu Banga, szybko zaczęli się buntować i do 196 p.n.e. wszyscy z wyjątkiem jednego, Wu Rui, zostali zastąpieni przez synów lub braci cesarza. W wyniku doświadczeń walk z buntownikami Liu Bang miał wraz ze swoimi najbardziej zaufanymi zwolennikami wspólnie przyrzec, iż jeśli ktokolwiek spoza rodziny cesarskiej zostanie lub sam ogłosi się królem wszyscy pozostali go zaatakują.
Największym zewnętrznym zagrożeniem dla ówczesnych Chin byli Xiongnu, którzy w trakcie wojny domowej pod wodzą Maoduna (209–174 p.n.e.) odbudowali swoją potęgę. W pierwszych latach dynastii Han Xiongnu stali się schronieniem dla przeciwników Liu Banga, w tym tak prominentnych jak król Han Liu Xin, król Yan Lu Wan oraz kanclerz królestwa Dai Chen Xi. Przejście Liu Xina na stronę Xiongnu w 201 p.n.e. stało się bezpośrednim powodem zaatakowania ich przez Liu Banga w następnym roku. Wyprawa zakończyła się jednak klęską - Liu Bang z trudem wyrwał się z okrążenia Xiongnu. W rezultacie nie mogąc pokonać Xiongnu w 198 p.n.e. Chińczycy weszli z nimi w system dynastycznych mariaży połączonych z trybutem, nazywany przez nich "pokój i koligacja" (heqin, 和親). Na południu w 196 p.n.e. Liu Bang uznał tytuł królewski Zhao Tuo (207 - 137 p.n.e.), założyciela państwa Nanyue.
Praktyka panowania Liu Banga była zgodna z teoriami legistów. Cesarz, osoba wywodząca się z nizin społecznych, pogardzał uczonymi. Zgodnie z tradycją zirytowany ciągłym cytowaniem przez konfucjanistę Lu Jia Księgi Pieśni i Księgi Dokumentów Liu Bang miał powiedzieć, że zdobył cesarstwo na koniu i nie potrzebuje studiować konfucjańskich klasyków. Lu Jia miał odpowiedzieć, że z konia nie da się cesarstwem rządzić i uświadomić cesarzowi konieczność przestrzegania obyczajów (li, 禮) i stosowania się do zasady humanitarności (ren, 仁) w rządzeniu krajem.
Podczas kampanii przeciwko królowi Huainanu Ying Bu Liu Bang został zraniony przez strzałę i ostatecznie zmarł w związku z odniesioną raną w czwartym miesiącu 195 p.n.e. Cesarzową Liu Banga była Lü Zhi, która urodziła mu syna Liu Yinga (późniejszy cesarz Han Huidi). Liu Bang chciał by następcą tronu został Ruyi, jego syn urodzony mu przez Damę Qi, jednak sprzeciw Lü Zhi i niektórych z jego ministrów uniemożliwił mu to. Na łożu śmierci Liu Bang powierzył troskę o cesarstwo Xiao He, Chen Pingowi i Zhou Bo. Po śmierci Liu Bangowi nadano imię świątynne Gaodi, oraz imię pośmiertne Taizu, w tradycyjnej historiografii chińskiej stał się on jednak znany pod imieniem Gaozu (Najwyższy Przodek), powstałym z połączenia pierwszej sylaby imienia pośmiertnego z pierwszą sylabą imienia świątynnego.